# موتر ستورم
موتر ستورم (بالإنجليزية: MotorStorm)‏ هي لعبة فيديو صدرت في 2006. وهي متوفرة على أجهزة بلاي ستيشن 3 . وهي من نشر سوني كمبيوتر إنترتينمنت.